# Heteronotus spinosus
Heteronotus spinosus är en insektsart som beskrevs av François Louis Nompar de Caumont de Laporte. Heteronotus spinosus ingår i släktet Heteronotus och familjen hornstritar. Inga underarter finns listade i Catalogue of Life.